# Defileu

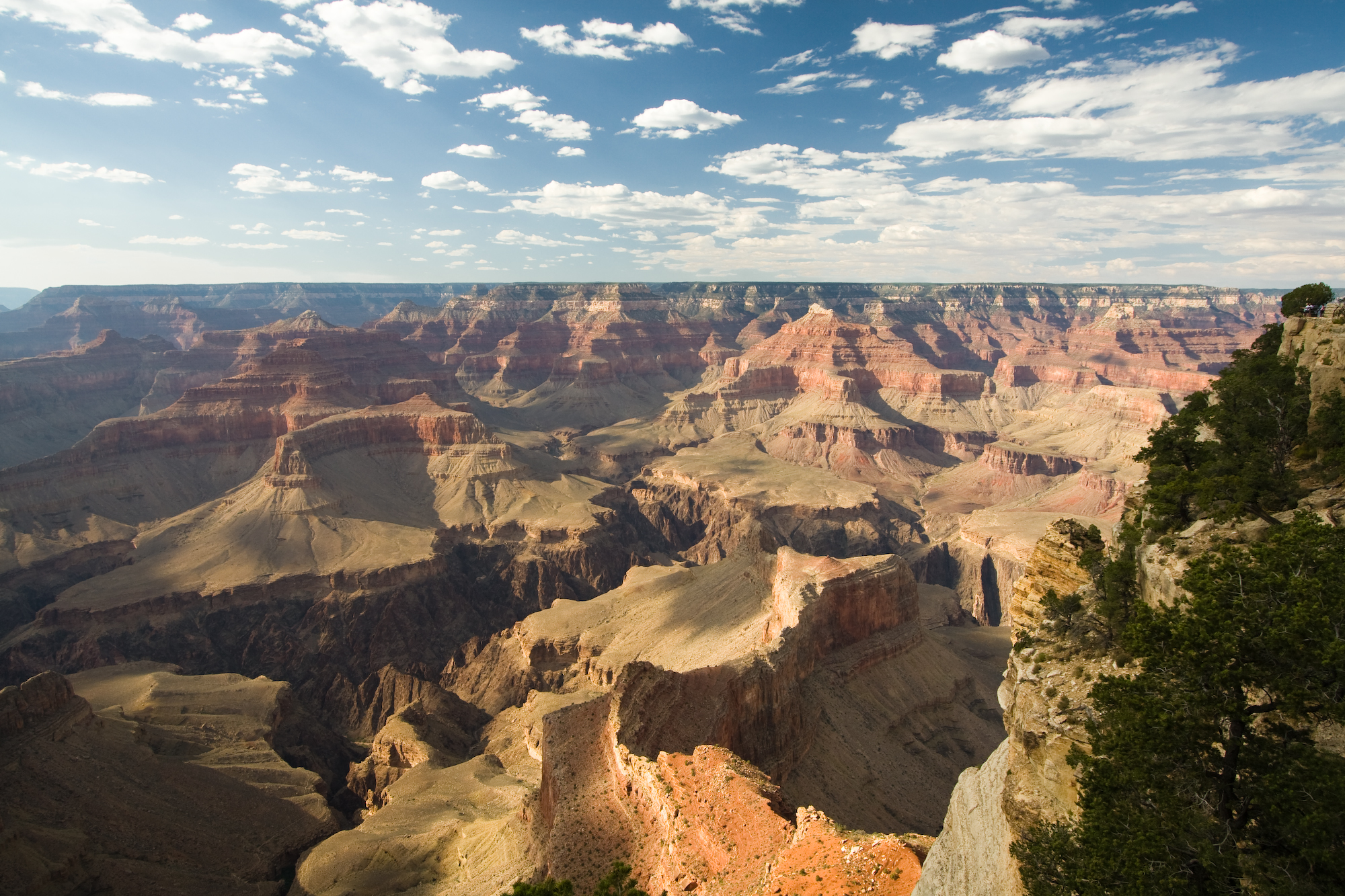
Marele Canion

Un defileu este o vale îngustă și adâncă, cu versanți abrupți, de obicei creat prin eroziune de către apele curgătoare ale unui râu sau fluviu, constituind o cale naturală de trecere între munți.
Un defileu se formează acolo unde râul traversează un lanț muntos, o culme sau o regiune de podiș înalt, constituită din roci mai dure. În cuprinsul defileelor mari se întâlnesc adesea mai multe îngustări și lărgiri alternative.  
Cuvinte care au înțelesuri similare, fără a fi însă sinonime perfecte, sunt trecătoare, chei și pas, respectiv neologismul canion, care se apropie cel mai mult de sensul originar al cuvântului defileu. 